# 迫田太
迫田 太（さこだ ふとし、1932年3月12日 - ）は、日本のジャーナリスト、実業家。毎日新聞社顧問。同社元副社長・大阪本社代表。関西プレスクラブ名誉会員。福岡県出身。 2017年現在、兵庫県神戸市在住。

## 来歴・人物
学制改革により新制高等学校となった鹿児島県立甲南高等学校を1期生として卒業。
1954年、鹿児島大学農学部農芸化学科卒業。同年4月に毎日新聞社に入社。1985年5月、大阪本社編集局長。1986年5月、本社販売局長。1987年6月、取締役西部本社代表。1991年6月、常務取締役大阪本社代表。以後、専務取締役大阪本社代表を経て、副社長大阪本社代表に就任。2000年6月に退任し、相談役となる。2002年6月より顧問。
その他、関西プレスクラブ初代理事長（1994年6月～1998年5月）、宝塚大学理事、総合デザイナー協会副理事長（1992年就任）、同顧問、全国日本学士会理事（2011年12月就任）を歴任。